# 包琮
包琮（1919年10月—2011年3月20日），男，江苏丰县人，中华人民共和国政治人物，曾任黑龙江省政协副主席，第六届全国政协委员。